# 殘唐五代史演義
《殘唐五代史演義》是据宋人话本改編而来的章回体历史演义小说，全书六十回，传为明代罗贯中所著。书中一些情节类似于三国演义，但简短粗糙，情节也较为杂乱，文学价值不高。

## 外部連結
- 维基文库中的相關文獻：殘唐五代史演義傳